# Larry Stensvold
Peter Handford é um sonoplasta estadunidense. Venceu o Oscar de melhor mixagem de som na edição de 1986 por Out of Africa, ao lado de Chris Jenkins, Gary Alexander e Peter Handford.